# Peter Santesson
Peter Santesson, född 1974, är en svensk statsvetare och skribent. Santesson är vd för Infostat, tidigare chef för opinionsanalys på Demoskop och krönikör i Expressen (2020–). Han har tidigare varit krönikör i bland annat Dagens Samhälle (2014–2020) och Skånska Dagbladet. Santesson var chefredaktör för Kvartal 2016–2017.
Santesson har varit förlagschef på Timbro, forskare på forskningsinstitutet Ratio och förläggare på Studentlitteratur.
Sedan 2007 driver Santesson bloggen Inslag.
2020 grundade Santesson opinionsundersökningsföretaget Infostat AB